# Pentathlon moderno ai Giochi della XV Olimpiade
Le competizioni del pentathlon moderno ai Giochi della XV Olimpiade si sono si svolte dal 21 al 25 luglio 1952 ad Hämeenlinna.
A differenza di Londra 1948 oltre alla gara individuale viene disputata per la prima volta la gara a squadre.

## Podi
| Evento                      | Oro                                                 | Perform. | Argento                                          | Perform. | Bronzo                                            | Perform. |
| Gara individuale (dettagli) | Lars Hall                                           | 32       | Gábor Benedek                                    | 39       | István Szondy                                     | 41       |
| Gara a squadre (dettagli)   | Ungheria Gábor Benedek István Szondy Aladár Kovácsi | 166      | Svezia Lars Hall Thorsten Lindqvist Claes Egnell | 182      | Finlandia Olavi Mannonen Lauri Vilkko Olavi Rokka | 213      |

## Medagliere
| Posizione | Paese     |   |   |   | Totale |
| --------- | --------- | - | - | - | ------ |
| 1         | Ungheria  | 1 | 1 | 1 | 3      |
| 2         | Svezia    | 1 | 1 | 0 | 2      |
| 2         | Finlandia | 0 | 0 | 1 | 1      |
| Totale    | Totale    | 2 | 2 | 2 | 6      |